# Johan Movinger
Johan Samuel Movinger, född den 31 mars 1907 i Mollösunds församling, Göteborgs och Bohus län, död den 12 oktober 1964 i Stockholm, var en svensk präst.
Movinger avlade studentexamen i Göteborg 1931 och teologie kandidatexamen vid Uppsala universitet 1941. Han prästvigdes 1941 och missiverades till Bollnäs församling 1941 och till Gustavsbergs församling 1942. Movinger blev kyrkoadjunkt i Högalids församling 1946, komminister där 1952 och kyrkoherde 1960. Han vilar i Högalidskyrkans kolumbarium.
Johan Movingers gymnasium i Hagalund, Solna kommun, är uppkallat efter honom.